# Aleksandr Petrov (basket-ball)
Pour les articles homonymes, voir Aleksandr Petrov.
Aleksandr Pavlovitch Petrov (en russe : Александр Павлович Петров), né le 14 mai 1939, à Bakou, dans la République socialiste soviétique d'Azerbaïdjan, est un ancien joueur soviétique de basket-ball. Il évoluait au poste de pivot. 

## Palmarès
- Finaliste des Jeux olympiques 1960
- Finaliste des Jeux olympiques 1964
- Médaille de bronze au championnat du monde 1963
- Champion d'Europe 1959[1]
- Champion d'Europe 1961[1]
- Champion d'Europe 1963[1]
- Champion d'Europe 1965[1]